# Paxula transitans
Paxula transitans är en snäckart som först beskrevs av R. Murdoch 1905.  Paxula transitans ingår i släktet Paxula och familjen Columbellidae. Inga underarter finns listade i Catalogue of Life.